# Sheepwash (Northumberland)
Sheepwash – wieś w Anglii, w hrabstwie Northumberland. Leży 21 km na północ od miasta Newcastle upon Tyne i 418 km na północ od Londynu. W 1931 wieś liczyła 68 mieszkańców.